# Johann Gustav Gottlieb Büsching
Johann Gustav Gottlieb Büsching (ur. 19 września 1783 w Berlinie, zm. 4 maja 1829 we Wrocławiu) – niemiecki historyk literatury i sztuki, historyk, archeolog, etnograf i prawnik, profesor Uniwersytetu Wrocławskiego, właściciel zamku Grodno, założyciel pierwszego publicznie dostępnego muzeum we Wrocławiu.

## Życiorys
Ojcem Johanna był Anton Friedrich Büsching, a matką Margarethe Reinbeck. Od 1801 r. studiował prawo, najpierw na uniwersytecie w Halle, później w Erlangen. Po jego ukończeniu w 1806 r. podjął w Berlinie pracę w zawodzie, jednocześnie zaczynając badać historię literatury niemieckiej, zwłaszcza staroniemieckiej, ale także literacką twórczość ludową.
Po sekularyzacji zakonów katolickich w Prusach był inicjatorem stworzenia we Wrocławiu centralnej biblioteki i archiwum gromadzącej poklasztorne zbiory biblioteczne. W związku z tym przeprowadził się w 1810 r. do Wrocławia i objął posadę komisarza ds. księgozbiorów przy komisji sekularyzacyjnej. W czerwcu 1812 r. został archiwistą biblioteki Uniwersytetu Wrocławskiego, piastując tę funkcję do 1825 r. Wkrótce potem zaangażował się w tworzenie pierwszego we Wrocławiu publicznego muzeum. Od 1815 prezentowało ono zbiory malarstwa, a od 1818 r. także inne obiekty sztuki i zabytki archeologiczne, co zostało ujęte w nazwie instytucji: Königlichen Museums für Kunst und Altertümer (Królewskiego Muzeum Sztuki i Starożytności). Muzeum ulokowano w budynku zsekularyzowanego klasztoru augustianów na wyspie Piasek, a jego dyrektorem mianowano Büschinga, który na rzecz działu archeologicznego przekazał swój zbiór zabytków archeologicznych, a także zainicjował od 1819 r. coroczne wykopaliska archeologiczne na Śląsku celem pozyskania nowych eksponatów dla muzeum.
W 1815 r. Büsching habilitował się z archeologii i nauk pomocniczych historii i jednocześnie został wykładowcą uniwersytetu, prowadząc w tym i kolejnych latach wykłady z różnych zagadnień historii i sztuki głównie średniowiecza, od 1820 r. również z archeologii, a od 1824 r. także z etnografii i języka oraz literatury niemieckiej. Pod koniec 1817 r. otrzymał profesurę Uniwersytetu Wrocławskiego, a w 1822 r. tytuł profesora zwyczajnego. W 1826 r. powołano go na stanowisko dziekana Wydziału Filozoficznego tej uczelni i funkcję tę piastował do następnego roku.
Od 1819 r. popularyzował i promował wiedzę o sztuce i historii Śląska, m.in. organizując wystawy z tej dziedziny i zakładając czasopismo archeologiczne „Blätter für die gesamte schlesische Altertumskunde” (ukazywało się w okresie 1820–1822) oraz towarzystwo naukowe Verein für Schlesische Geschichte, Kunst und Alterthümer.
W 1823 r. nabył zrujnowany średniowieczny zamek Grodno, uratował go przed planowaną rozbiórką, przeprowadził remont oraz otworzył dla turystów. Prowadził też restaurację zamku Cisy.

## Ważniejsze publikacje Büschinga
- Volks-Sagen, Märchen und Legenden, Leipzig 1812 (zbiór niemieckich opowieści i podań ludowych)[1]
- Die Alterthümer der heidnischen Zeit Schlesiens, 1820-1822 (opracowanie przedchrześcijańskich materiałów archeologicznych Śląska)[1]
- Abriss der Deutschen Alterthums-Kunde, 1824 (opracowanie źródeł pisanych nt. ludów germańskich i materiałów archeologicznych z terenów Niemiec oraz metodyki klasyfikowania tych materiałów)[1]

Życiu i działalności J. Büschinga poświęcono m.in. książkę Johann Gustav Gottlieb Büsching 1783–1829. Ein Beitrag zur Begründung der schlesischen Kulturgeschichte autorstwa Marka Hałuba wydaną w 1997 przez Wydawnictwo Uniwersytetu Wrocławskiego.